# Уррутия, Патрисио
Патри́сио Урру́тия (полностью — Патрисио Хавьер Уррутия Эспиноса исп. Patricio Javier Urrutia Espinoza; род. 15 октября 1978 в Сапотале) — эквадорский футболист, атакующий полузащитник и капитан клуба ЛДУ Кито, игрок сборной Эквадора по футболу (2004—2009). В апреле 2013 года объявил о завершении карьеры футболиста в июне того же года.

## Биография
Профессиональную карьеру начал в «Барселоне» из Гуаякиля, однако в первый свой период пребывания в этой команде ему не суждено было сыграть за основу ни единого матча. В 19 лет он был отдан в скромную команду «Кальви» из Гуаякиля, но и там он целый сезон 1997/98 просидел в запасе.
Дебют в профессиональном футболе состоялся в 1998 году за команду «Текнико Университарио». В 1999—2002 гг. он успешно выступал за другую команду из Амбато, «Макару». В конце концов, его игра привлекла внимание родного клуба Уррутии, «Барселоны», и в 2002 году он на правах аренды впервые в жизни стал выступать за один из сильнейших клубов страны. «Макара» по окончании 2002 года приняла предложение о продаже футболиста от другого гранда эквадорского футбола — ЛДУ Кито.
В ЛДУ Патрисио Уррутия постепенно стал одной из ярчайших звёзд. В 2005 году он стал одним из 14 лучших бомбардиров Кубка Либертадорес, забивших в розыгрыше по 5 голов.
В 2008 году, уже будучи капитаном ЛДУ, Уррутия забил 7 голов в престижнейшем международном турнире, лишь укрепившись в статусе лучшего бомбардира ЛДУ в Кубке Либертадорес за всё время. Патрисио забил 4-й гол в первом матче финала турнира, позволивший ЛДУ праздновать победу со счётом 4:2. Отыгравшийся в ответном матче «Флуминенсе» (3:1) довёл дело до серии пенальти, но и тут удар Уррутии был точным — он первым из эквадорских футболистов отправил мяч в сетку ворот Фернандо Энрике. Уррутия был признан самым ценным игроком финального противостояния. В розыгрыше Кубка Либертадорес 2008 забил 2 мяча. ЛДУ впервые в истории эквадорского футбола завоевал международный трофей.
С того самого периода за Уррутией пристально следил побеждённый клуб «Флуминенсе». В середине 2009 года «Трёхцветные» оказались в сложной ситуации в чемпионате Бразилии и вернулись к кандидатуре эквадорца для укрепления состава. Со второй попытки медицинское обследование для Патрисио прошло успешно и 26 августа 2009 года «Флуминенсе» объявил о подписании 2-летнего контракта с футболистом. Однако уже в начале 2010 года Уррутия вернулся в ЛДУ.
В составе своей сборной был участником чемпионата мира 2006 года, где Эквадор дошёл до стадии 1/8 финала. Также играл на Кубке Америки 2007, где сборная Эквадора выступила неудачно.
В апреле 2013 года Патрисио Уррутия объявил о завершении карьеры футболиста. Последний матч за ЛДУ он сыграл в июне.
В 2014—2019 годах был мэром г. Вентанас.

## Титулы
- Чемпион Эквадора (4): 2003, Ап. 2005, 2007, 2010
- Обладатель Кубка Либертадорес (1): 2008
- Обладатель Рекопы (2): 2009, 2010